# 巴莱索
巴莱索（法語：Balaiseaux，法語發音：[balɛzo]）是法国汝拉省的一个市镇，属于多勒区。

## 地理
巴莱索（46°58'34"N, 5°27'38"E）面积6.01 平方千米，位于法国勃艮第-弗朗什-孔泰大區汝拉省，该省份为法国东部内陆省份，北起上索恩省，西北接科多尔省，西临索恩-卢瓦尔省，南至安省，东与杜省和瑞士接壤。
与巴莱索接壤的市镇（或旧市镇、城区）包括：圣巴兰、勒代绍、加泰、拉翁。

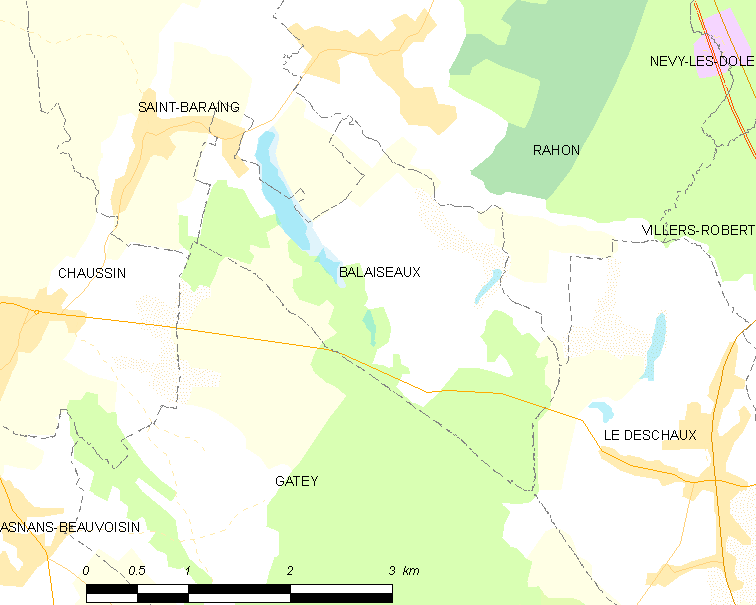
巴莱索的OSM定位图

巴莱索的时区为UTC+01:00、UTC+02:00（夏令时）。

## 行政
巴莱索的邮政编码为39120，INSEE市镇编码为39034。

## 政治
巴莱索所属的省级选区为塔沃县。

## 人口

1962-2008年间巴莱索人口变化图示

巴莱索于2022年1月1日时的人口数量为300人。